# Скорбь и меланхолия
«Скорбь и меланхолия» (нем. Trauer und Melancholie) — работа Зигмунда Фрейда, написанная им в 1917 году.
Впервые к вопросу меланхолии Фрейд обращается ещё в 1895 году в своей рукописи «Черновик G», которое представляет собой письмо Вильгельму Флиссу на 9 страницах. В 1915 году он пишет работу «Преходящее» (нем. Verganglichkeit), в которой задается вопросом о происхождение печали и скорби утраты ценностей.

## Содержание работы
Работа начинается с аналогии между двумя состояниями: скорбью и меланхолией. По своим проявлениям человек, находящийся в состоянии скорби и меланхолии, имеет болезненное дурное настроение, заторможенность всякой продуктивности, потерю интереса к внешнему миру и способности любить. Общим для двух понятий Фрейд видит в ощущении утраты. Находясь в трауре человек сталкивается с скорбью утраты конкретного объекта любви, и этот процесс протекает в сознании субъекта. При меланхолии человек сильно сожалеет о потере, которую он не в состоянии полностью понять и идентифицировать, и, таким образом, этот процесс происходит в подсознании. Траур считается здоровым и естественным процессом скорби, так как человек способен обратно вернуться в реальность. В то время как меланхолия считается патологией и болезнью. Кроме того, Фрейд подчеркивает, что скорбь принципиально понятна в механизме своего возникновения и протекания, тогда как в меланхолии есть нечто абсурдное и ускользающее от понимания. В дальнейшем Фрейд приходит к выводу, что меланхолик претерпевает утрату или обеднение собственного «Я». Поэтому главной отличительной чертой меланхолии является резкое снижение самооценки. Фрейд неоднократно подчеркивает, что расстройство чувства собственного достоинства и моральное недовольство собой отсутствует в скорби.

При скорби мир становится бедным и пустым, при меланхолии же таким становится само «Я». Больной изображает свое «Я» мерзким, ни на что не способным, аморальным, он упрекает, ругает себя и ожидает изгнания и наказания.
— З.Фрейд.
Меланхолик воспринимает истину острее остальных, поэтому между масштабами самоуничижения и его реальными основаниями нет соответствия. Фрейд замечает, что обвинения меланхоликов в адрес самих себя чаще подходят к объектам их утраты. Автор выдвигает гипотезу, что человеку, потерявшему объект своего влечения, оказывается невозможным оторвать от него либидо и перенести на другой объект, вследствие чего либидо отступает к «Я». Иными словами, враждебность, которая относится к объекту утраты, переносится на собственное «Я». В результате этого «Я» расщепляется на две конфликтующие друг с другом части: критическое «Я» и «Я», отождествляющее себя с объектом утраты. Поэтому лишаясь объекта-либидо, человек теряет часть себя.
Происхождение терзаний меланхолика Фрейд также связывает с амбивалентностью конфликта между любовью и ненавистью.

При меланхолии завязывается множество поединков за объект, в которых борются друг с другом ненависть и любовь: первая — чтобы освободить либидо от объекта, вторая — чтобы под натиском сохранить позицию либидо. Эти поединки мы не можем перенести ни в какую другую систему, кроме как в бессознательное, в империю запечатленных материальных следов воспоминаний.